# Anne Paulin
Anne Borch Paulin (5 de janeiro de 1988, em Skive) é uma política dinamarquesa, membro do Folketing pelo partido dos sociais-democratas. Ela foi eleita para o parlamento nas eleições legislativas dinamarquesas de 2019.

## Carreira política
Paulin actuou como membro suplente do Folketing de 2 de fevereiro de 2016 a 3 de junho de 2016, em substituição a Thomas Jensen. Ela foi eleita para o parlamento na eleição de 2019, onde recebeu 6.814 votos pelos sociais-democratas.